# Austrian Open Vienna
| Austrian Open Vienna | Austrian Open Vienna |
| -------------------- | --- |
| Sportart             | Darts |
| Veranstaltungsort    | Hilton Garden Inn Vienna South, Wien, Österreich                                                                                                 |
| Organisator          | Wiener Darts Verband (WDV) |
| Turnierart           | Weltranglistenturnier (WDF) |
| Rekordsieger         | Remco van Eijden (2×) (Herren) Veronika Ihàsz (5×) (Damen) Rowby-John Rodriguez Rusty-Jake Rodriguez (2×) (Burschen) Vivien Czipó (3×) (Mädchen) |
| Preisgeld (2019)     | 1440 € (Herren-Einzel) 740 € (Damen-Einzel) |

Das Austrian Open Vienna ist ein Weltranglistenturnier des Weltdartsverbandes WDF, welches jährlich vom Wiener Darts Verband (WDV) veranstaltet wird und nach der Teilnehmerzahl das größte Steeldartsturnier in Österreich ist. Aufgrund des Weltranglistenstatus qualifizieren sich die Sieger des Bewerbs automatisch für die WDF World Masters.

## Geschichte
Erstmals ausgetragen wurde ein das Turnier im Jahr 2003, damals noch in einem Veranstaltungsort im Wiener Prater. Premierensieger im Herreneinzel wurde der mehrfache österreichische Meister Franz Thaler, Premierensiegerin im Dameneinzel Marion Petschenig und Premierensieger im Burscheneinzel Thomas Zeleny, ein separater Mädchenbewerb wurde noch nicht ausgetragen. In den Jahren 2007 und 2008 wurde der Bewerb nicht in Wien, sondern in Kärnten ausgetragen. Seit 2009 findet das Turnier wieder in der österreichischen Bundeshauptstadt statt, der aktuelle Spielort ist das Hilton Garden Inn Vienna South im 10. Wiener Gemeindebezirk Favoriten.
Seit 2020 ist es geplant, anstelle der Doppelbewerbe am Sonntag ein zweites WDF-Weltranglistenturnier, die Vienna Darts Open, zu veranstalten. Dazu kam es aber aufgrund der Covid-19-bedingten Absagen für die Jahre 2020 und 2021 noch nicht.

## Ergebnisse

### Siegerliste
| Jahr | Sieger                                  |
| ---- | --------------------------------------- |
| 2003 | Franz Thaler                            |
| 2004 | Dietmar Burger                          |
| 2005 | Anton Pein                              |
| 2006 | Remco van Eijden                        |
| 2007 | Joey ten Berge                          |
| 2008 | Nandor Bezzeg                           |
| 2009 | John Michael                            |
| 2010 | Josef Kraus                             |
| 2011 | Michal Kocik                            |
| 2012 | Max Hopp                                |
| 2013 | Remco van Eijden                        |
| 2014 | Martin Philipps                         |
| 2015 | Danny Blom                              |
| 2016 | Robert Allenstein                       |
| 2017 | Sven Wens                               |
| 2018 | Roger Janssen                           |
| 2019 | Sven Verdonck                           |
| 2020 | abgesagt aufgrund der Covid-19-Pandemie |
| 2021 | abgesagt aufgrund der Covid-19-Pandemie |

| Jahr | Siegerin                                |
| ---- | --------------------------------------- |
| 2003 | Marion Petschenig                       |
| 2004 | Nora Fekete                             |
| 2005 | Zsófia Lázár                            |
| 2006 | Blanka Vojtkova                         |
| 2007 | Barbara Kuntner                         |
| 2008 | Barbara Kuntner                         |
| 2009 | Carole Frison                           |
| 2010 | Nora Fekete                             |
| 2011 | Katarina Nagyova                        |
| 2012 | Veronika Ihàsz                          |
| 2013 | Veronika Ihàsz                          |
| 2014 | Ann Louise Peters                       |
| 2015 | Veronika Ihàsz                          |
| 2016 | Veronika Ihàsz                          |
| 2017 | Vivien Czipó                            |
| 2018 | Veronika Ihàsz                          |
| 2019 | Kaisu Rekinen                           |
| 2020 | abgesagt aufgrund der Covid-19-Pandemie |
| 2021 | abgesagt aufgrund der Covid-19-Pandemie |

| Jahr | Sieger                                                         |
| ---- | -------------------------------------------------------------- |
| 2003 | Thomas Zeleny                                                  |
| 2004 | Sven van Dun                                                   |
| 2005 | Jimmy Schreurs                                                 |
| 2006 | Daniel van Mourik                                              |
| 2007 | Pascal van Mourik                                              |
| 2008 | Peter Szakacs                                                  |
| 2009 | Sándor Kömüves                                                 |
| 2010 | Rowby-John Rodriguez                                           |
| 2011 | Rowby-John Rodriguez                                           |
| 2012 | Max Hopp                                                       |
| 2013 | Maxim Aldoshin                                                 |
| 2014 | Fredi Gsellmann                                                |
| 2015 | Rusty-Jake Rodriguez                                           |
| 2016 | Rusty-Jake Rodriguez                                           |
| 2017 | Nándor Prés                                                    |
| 2018 | Gergely Lakatos                                                |
| 2019 | Paul Freysinger (gesamte Jugend, kein separater Mädchenbewerb) |
| 2020 | abgesagt aufgrund der Covid-19-Pandemie                        |
| 2021 | abgesagt aufgrund der Covid-19-Pandemie                        |

| Jahr | Siegerin                                |
| ---- | --------------------------------------- |
| 2011 | Stefanie Haller                         |
| 2012 | Anastasia Klochek                       |
| 2013 | Lidia Koltsova                          |
| 2014 | Vivien Czipó                            |
| 2015 | Vivien Czipó                            |
| 2016 | Bogor Boglárka                          |
| 2017 | Vivien Czipó                            |
| 2018 | Tamara Kovács                           |
| 2019 | kein separater Mädchenbewerb            |
| 2020 | abgesagt aufgrund der Covid-19-Pandemie |
| 2021 | abgesagt aufgrund der Covid-19-Pandemie |